# Řepeč
Řepeč (en allemand : Repetsch) est une commune du district de Tábor, dans la région de Bohême-du-Sud, en République tchèque. Sa population s'élevait à 288 habitants en 2020.

## Géographie
Řepeč se trouve à 12 km à l'ouest de Tábor, à 48 km au nord de České Budějovice et à 76 km au sud-sud-est de Prague.
La commune est limitée par Opařany à l'ouest et au nord, par Dražice à l'est, et par Malšice, Bečice et Stádlec au sud.

## Histoire
La première mention écrite de la localité date de 1283.

## Galerie

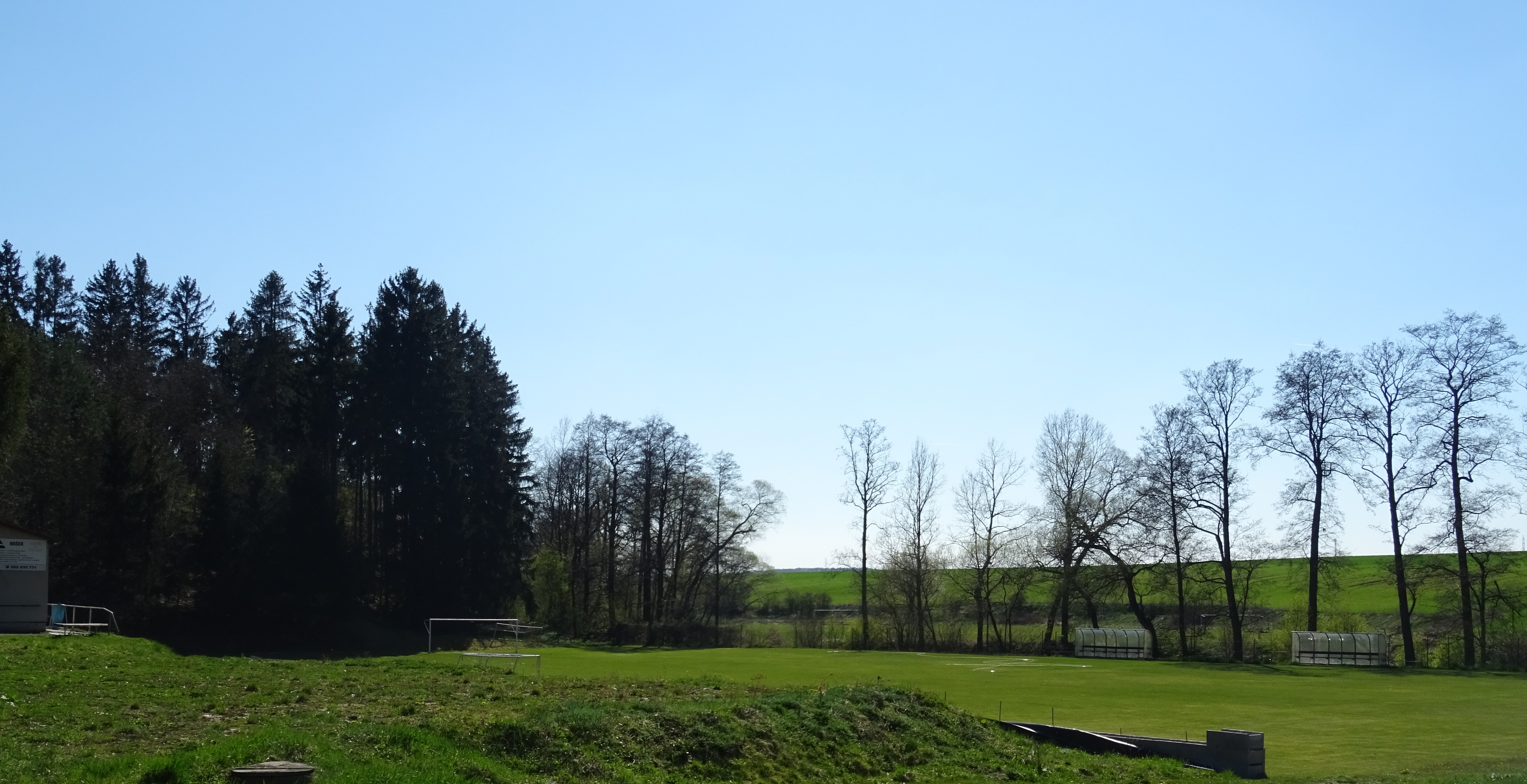
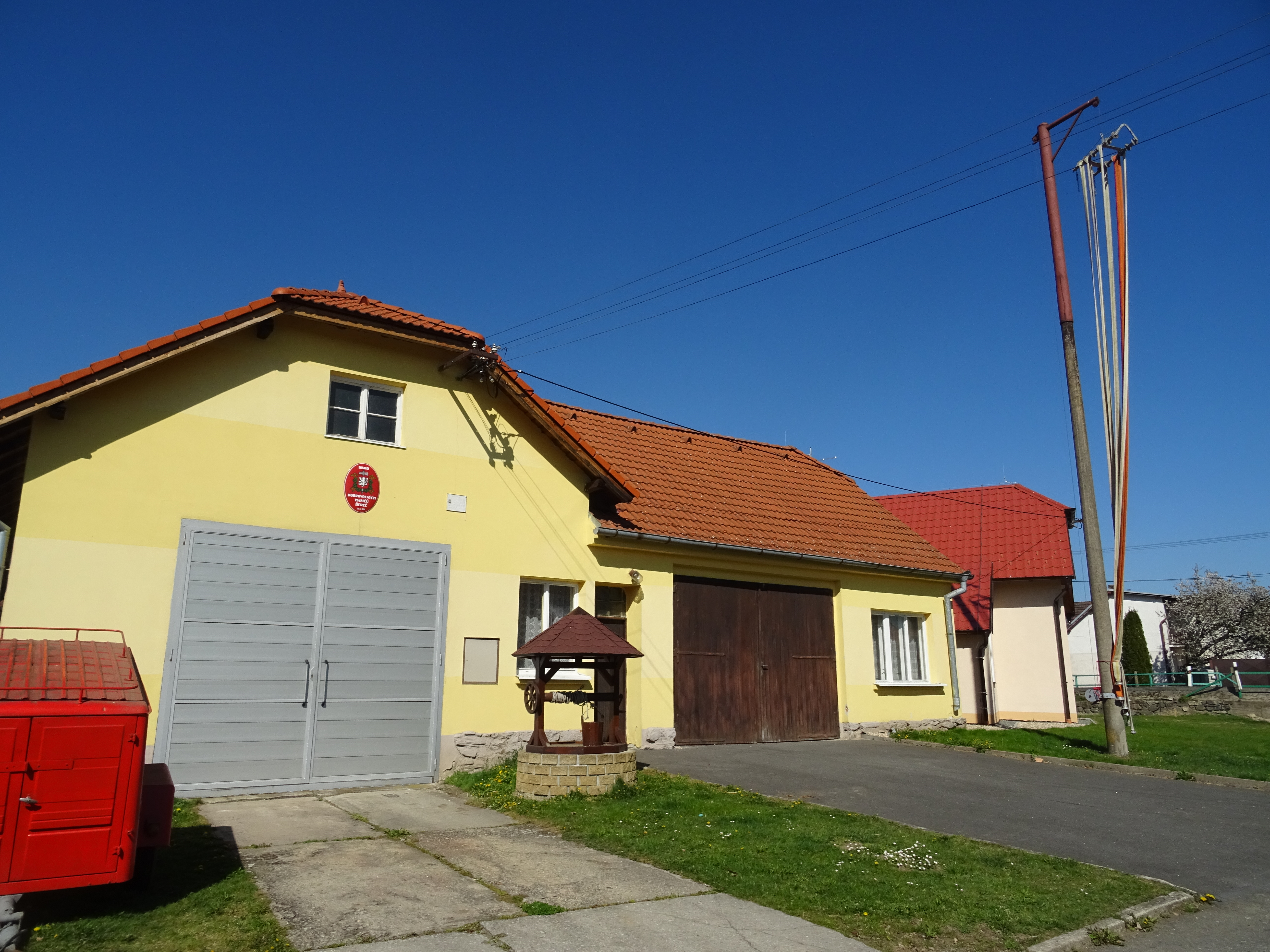
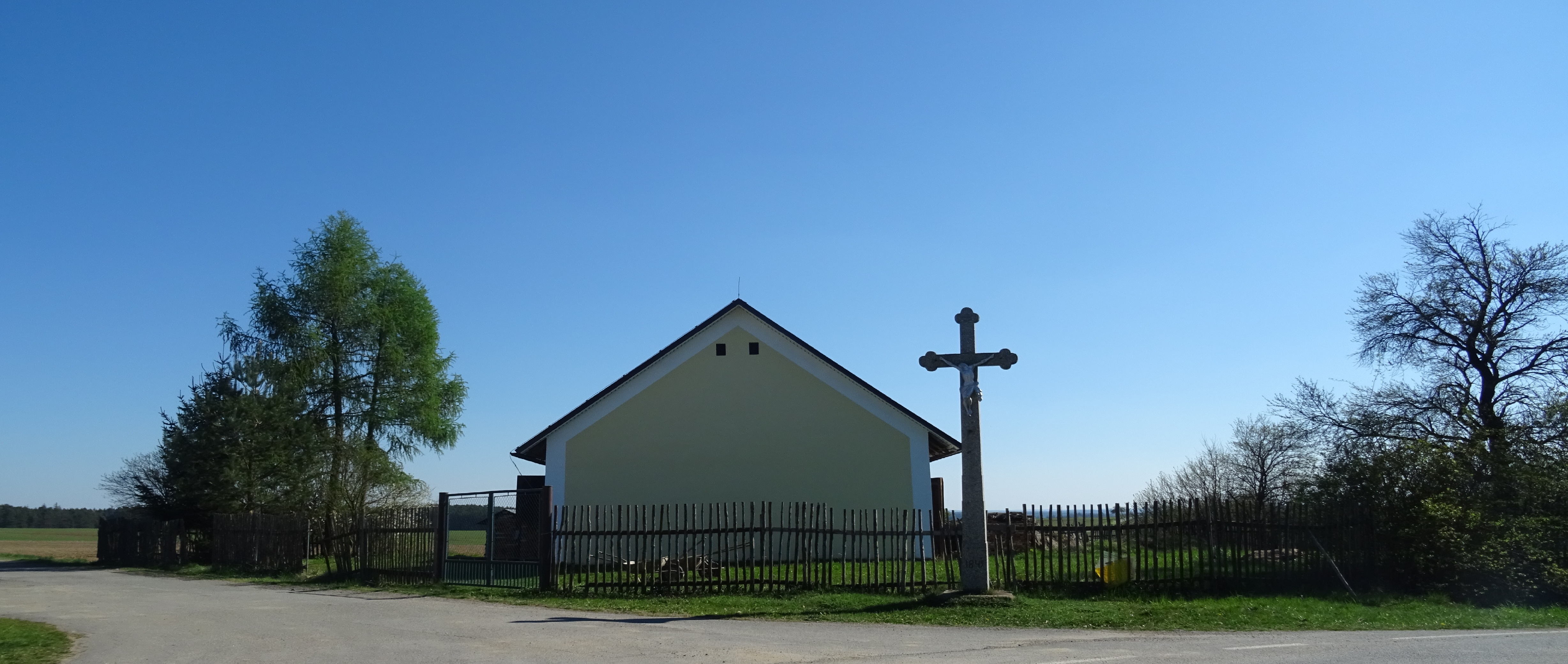
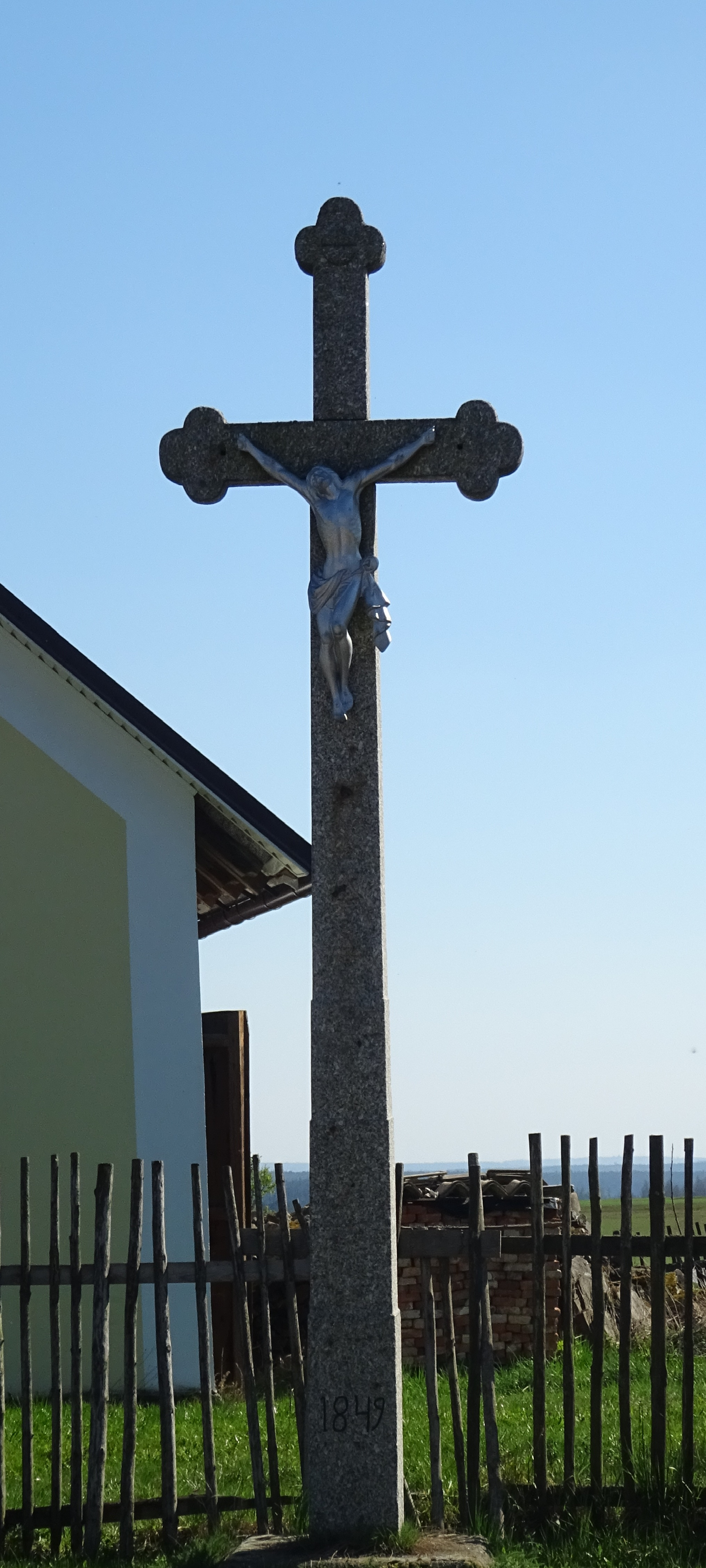
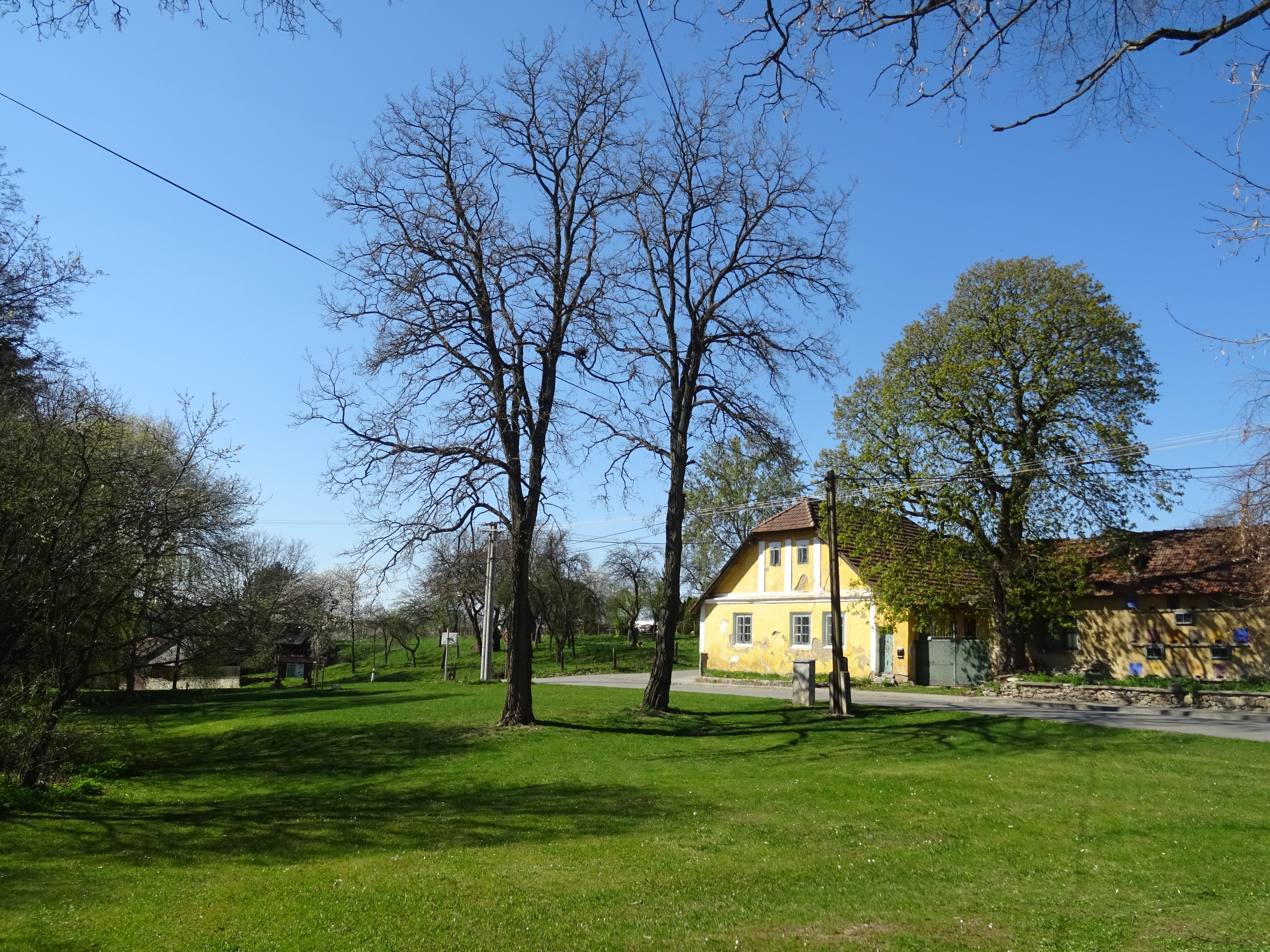